# RS-602
De RS-602 is een regionale verbindingsweg in de deelstaat Rio Grande do Sul in het zuiden van Brazilië. De weg ligt tussen de BR-473 en de BR-116 bij Arroio Grande.
De weg heeft een lengte van 35 kilometer.
RS-241 · RS-518 · RS-602 · RS-630 · RS-634 · RS-640 · RS-699 · RS-734